# A vadkacsa
A vadkacsa (Vildanden) Henrik Ibsen norvég drámaíró színdarabja. A mű 1884-ben jelent meg, a tragikomédia műfajának egyik leghíresebb darabja, analitikus dráma. A cselekmény az Ekdal család történetét mutatja be, a művet gyakran az ibseni szimbólumtechnika legfejlettebb megvalósulásaként értelmezik. Az öt felvonásból álló színdarab Ibsen egyik leghíresebb és legsikeresebb műve lett a Peer Gynt és a Solness építőmester mellett.

## Értelmezése

### Műfaj
Az irodalomtudomány meghatározása szerint A vadkacsa analitikus és szimbolista dráma. Ibsen művészetében ötvözte az ókori görög drámák szophoklészi analitikus történetvezetési módszerét és a párizsi tézis, valamint szalondrámák műfaji és szerkesztési sajátosságait. Az analitikus dráma műfaj sajátossága, hogy a jelenben játszódó cselekmény menetét a múlt történései, bűnei, botrányai határozzák meg. A múltbeli meghatározó cselekmények Gregers kutakodási nyomán bukkan felszínre. A szimbolista dráma műfajjelölő kifejezés a darabon végig húzódó összetett szimbólumrendszerre utal. A klasszikus drámai besorolás szerint A vadkacsa a tragikomédia műfajához tartozik, jellemző rá a kettősség: a tizenéves Hedvig hiába követ el öngyilkosságot, nem tekinthető drámai hősnek, inkább csak a kisszerű felnőttek intrikáinak áldozata. A komikum forrása a kisemberek jellemábrázolása, míg a bohózat, a szomorú hangulat és a melodráma keveredése az 1940-es évektől népszerűvé váló abszurd dráma előfutárává teszik a művet.

### Témája

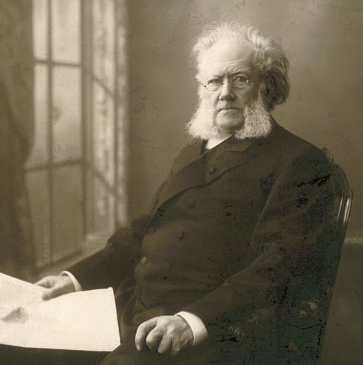
Henrik Ibsen

Vadkacsákat ábrázoló illusztráció az Amerikai kontinens madarait leíró kiadványból (1827)

Ibsent a problémafelvető drámaírók közé sorolják, a mű célja a kérdések feltevése és nem azok megválaszolása. A színdarab központi témája az egész életutat átható élethazugság kérdésköre és az önámítás problémái, következményei. Fontos szerepet kap a műben az elfojtás jelensége is, amelynek lényegét legjobban a Sigmund Freud pszichiáter, pszichoanalitikus által használt definíció fejezi ki: a személy tudatának automatikus védekezőmechanizmusa a kényelmetlen, feszültséget és rossz érzést keltő ingereket elfojtja, kizárja magából. Megjelenik az ,,élettitok", a csontváz a szekrényben kifejezés motívuma is, ami az egész dráma feszültségének egyik legfontosabb forrása.

### Szimbólumok
A mű legfontosabb, központi szimbóluma a címszereplő vadkacsa, amely a színdarab szereplőinek tudatlanságát, egyfajta álomvilágban élését jelképezi. A norvég történetekben már korábban is megjelent az a motívum, hogy a sebesült vadkacsa inkább a tenger fenekén a hínárba kapaszkodva fullad meg, mintsem fogságba ejtsék. A madár egyben az élethazugság jelképe is.
A látás, mint visszatérő motívum szintén fontos szerepet kap a történetvezetésben, az öreg Werle fokozatosan veszíti el látását és ezt örökli eltitkolt lánya, Hedvig is. Gregers azt hiszi, a világ dolgait kristálytisztán látja, azonban cselekedeteinek egyetlen kézzelfogható eredménye végül Hedvig halála. 
A padlás jelképes értelemben az Ekdál család számára a világot jelenti. Az öreg Ekdálban a régi időket idézi föl a vadállatokkal benépesített tetőtéri helyiség, míg Hjalmar számára az apa-fiú kapcsolat stabilitását szimbolizálja. A tizenéves Hedvig számára varázslatos mesevilág a padlás, míg Gina teljesen elhatárolja életétől a szobában zajló eseményeket.

## Szereplői
Ekdal család:
- Hjalmar: Fényképész, de munkáját leginkább felesége végzi helyette. Munkakerülése, oppurtunizmusa, kisszerű hazugságai miatt szánalmas életet él, képzeletébe menekül a valóság elől
- Gina: Hjalmar felesége, kemény munkával igyekszik fenntartani a családi idill látszatát. Egyszerű, tanulatlan nő és mivel nem tudja jól kimondani az idegen szavakat, sokszor komikussá válik.
- Hedvig: Gina és Hjalmar lánya, de biológiailag az öreg Werle gyermeke, tőle örökölte vakságot okozó betegségét is. A színdarab végén öngyilkosságot követ el.
- Az öreg Ekdal: Hjalmar apja, lecsúszott, hiú, szenilis alkoholista vénember

Werle család:
- Az öreg Werle: Gazdag nagykereskedő, régen az öreg Ekdal üzlettársa volt
- Gregers Werle: Az öreg Werle fia, ,,tisztesség-lázban" szenved, az az elképzelése, hogy a nyers igazságtól az emberek boldogok lesznek
- Sörbyné: Az öreg Werle házvezetőnője, később összeházasodik a kereskedővel

Egyéb szereplők:
- Rellings: kicsapongó életet élő cinikus doktor

## Cselekmény
A történet kezdetén a főszereplő Ekdal család viszonylagos jólétben és boldogságban él, ahol a fényképész családfő, Hjalmar helyett a felesége, Gina végzi a munkát. Az idillt lányuk, Hedvig betegsége árnyékolja be: a tinédzser súlyos szembetegségben szenved, előreláthatóan meg fog vakulni. A család tagja még Hjalmar apja, az öreg, szenilis Ekdal apó, aki fiatalkorában az öreg Werle üzlettársa volt, aki azonban egy kétes ügylet során elárulta őt és börtönbe juttatta. Az öregember számára a család a padláson egy ,,vadásztelepet" rendezett be valódi állatokkal, köztük a címszereplő vadkacsával, ahol Ekdal átélheti az „erdő” hamis szépségét. A történet kezdetén tér haza az öreg nagykereskedő, Werle fia, Gregers, aki világmegváltó elképzeléseivel mindenkihez el akarja juttatni az igazságot. Ki akarja juttatni barátját, Hjalmart a fojtogató élethazugságából. Ezért rávilágít önáltatására és elárulja, hogy Hedvig valójában az öreg Werlétől származik. Hjalmar összeomlik és ott akarja hagyni családját. Hedvig, a fiatal lány nem tudja elviselni, hogy apja idegennek nevezi őt és végül nem a vadkacsát lövi le a fegyverrel, mint ahogy azt Gregers kéri tőle, hanem öngyilkosságot követ el. A tragikus végkifejlet ellenére mégsem következik be katarzis a történet végén: Hjalmar újra az öncsalásba, önimádatba, önsajnálatba menekül és egyedül a minden baj gyökeréért felelős öreg Werle él tovább boldogan új nejével, Sörbynével.

## Magyar fordítások és bemutatók
A darabot Magyarországon először a Kolozsvári Nemzeti Színházban mutatták be 1906. november 15-én Janovics Jenő rendezésében, Lukács György fordításában.
1967. december 16-án az Ódry Színpadon Hajdú Henrik fordításában került színre a darab. Az előadást Simon Zsuzsa rendezte,a főbb szerepeket Györgyfalvay Péter (Werle), Szombathy Gyula (Gregers) és Markaly Gábor (Hjalmar) játszották.
A Játékszín Bart István fordításában tűzte műsorra a színművet 1982. január 20-án. Az előadást Lengyel György rendezte, a főbb szerepeket Both Béla (Werle), Bálint András (Gregers) és Balázsovits Lajos (Hjalmar) alakították. Kúnos László magyar szövegével a szolnoki Szigligeti Színház mutatta be a drámát 1991. március 12-én, Fodor Tamás rendezésében, Kátay Endre (Werle), Mertz Tibor (Gregers) és Mucsi Zoltán (Hjalmar) főszereplésével.
A darabot Isten éltessen Hedvig Ekdal! címen is bemutatták.